# Hypnum pterogonioides
Hypnum pterogonioides là một loài Rêu trong họ Hypnaceae. Loài này được (Harv.) Müll. Hal. mô tả khoa học đầu tiên năm 1851.